# Siêu cúp bóng đá Mông Cổ
Siêu cúp bóng đá Mông Cổ là trận đấu thường niên ở Mông Cổ, diễn ra giữa đội vô địch Giải bóng đá ngoại hạng Mông Cổ và Cúp bóng đá Mông Cổ.

## Danh sách trận chung kết
| Năm  | Đội vô địch                                                        | Tỉ số                                                              | Đội á quân                                                         | Ref.  |
| ---- | ------------------------------------------------------------------ | ------------------------------------------------------------------ | ------------------------------------------------------------------ | ----- |
| 2011 | Erchim                                                             | 2–1                                                                | FC Ulaanbaatar                                                     |       |
| 2012 | Erchim                                                             | 7–2                                                                | Khasiin Khulguud                                                   | [ 1 ] |
| 2013 | Erchim                                                             | 2–1                                                                | Khangarid FC                                                       | [ 2 ] |
| 2014 | Erchim                                                             | bt                                                                 | Khoromkhon FC                                                      | [ 3 ] |
| 2015 | Không diễn ra, chuyển từ cuối mùa giải trước sang đầu mùa giải sau | Không diễn ra, chuyển từ cuối mùa giải trước sang đầu mùa giải sau | Không diễn ra, chuyển từ cuối mùa giải trước sang đầu mùa giải sau |       |
| 2016 | Erchim                                                             | 6–0                                                                | FC Ulaanbaatar                                                     | [ 4 ] |
| 2017 | Erchim                                                             | 5–1                                                                | Khangarid FC                                                       | [ 5 ] |
| 2018 | Ulaanbaatar City FC                                                | 4–2                                                                | Erchim                                                             | [ 6 ] |
| 2019 | Erchim                                                             | 4–2                                                                | Athletic 220                                                       |       |